# Liste der Baudenkmäler in Erlangen/J
Diese Liste ist eine Teilliste der Liste der Baudenkmäler in Erlangen. Grundlage der Liste ist die Bayerische Denkmalliste, die auf Basis des bayerischen Denkmalschutzgesetzes vom 1. Oktober 1973 erstmals erstellt wurde und seither durch das Bayerische Landesamt für Denkmalpflege geführt und aktualisiert wird. Die folgenden Angaben ersetzen nicht die rechtsverbindliche Auskunft der Denkmalschutzbehörde.
Dieser Teil der Liste beschreibt die denkmalgeschützten Objekte in folgenden Straßen:
- Jägerstraße
- Jahnstraße
- Jordanweg

## Jägerstraße
| Lage                     | Objekt     | Beschreibung                                                               | Akten-Nr.               | Bild       |
| ------------------------ | ---------- | -------------------------------------------------------------------------- | ----------------------- | ---------- |
| Jägerstraße 9 (Standort) | Bauernhaus | Erdgeschossig, mit verputztem Giebelfachwerk, erste Hälfte 18. Jahrhundert | D-5-62-000-365 Wikidata | Bauernhaus |

## Jahnstraße
| Lage                    | Objekt                                             | Beschreibung | Akten-Nr.       | Bild |
| ----------------------- | -------------------------------------------------- | --- | --------------- | ---- |
| Jahnstraße 8 (Standort) | Jahnturnhalle mit Vereinsheim des Turnvereins 1848 | Turnhalle mit Satteldach, 1912, davor Vereinsheim, zweigeschossiger Walmdachbau mit seitlichem Risalit mit Treppengiebel und Giebelreiter, 1922–24 | D-5-62-000-1089 | BW   |

## Jordanweg
| Lage                    | Objekt | Beschreibung                                                                        | Akten-Nr.               | Bild  |
| ----------------------- | ------ | ----------------------------------------------------------------------------------- | ----------------------- | ----- |
| Jordanweg 13 (Standort) | Villa  | Kubische Villa in Garten, reduziert-historisierend, 1908/1909 von Robert L. Kappler | D-5-62-000-949 Wikidata | Villa |